# 5782 (ano hebraico)
5782 (hebraico: ה'תשפ"ב) foi um ano hebraico correspondente ao período após o pôr do sol de 6 de setembro de 2021 até ao pôr do sol de 25 de setembro de 2022 do calendário gregoriano.
| Mês judaico | Calendário gregoriano                                                                  |
| ----------- | -------------------------------------------------------------------------------------- |
| Tishrei     | após o pôr do sol de 6 de setembro de 2021 até ao pôr do sol de 6 de outubro de 2021   |
| Cheshvan    | após o pôr do sol de 6 de outubro de 2021 até ao pôr do sol de 4 de novembro de 2021   |
| Kislev      | após o pôr do sol de 4 de novembro de 2021 até ao pôr do sol de 4 de dezembro de 2021  |
| Tevet       | após o pôr do sol de 4 de dezembro de 2021 até ao pôr do sol de 2 de janeiro de 2022   |
| Shevat      | após o pôr do sol de 2 de janeiro de 2022 até ao pôr do sol de 1º de fevereiro de 2022 |
| Adar I      | após o pôr do sol de 1º de fevereiro de 2022 até ao pôr do sol de 3 de março de 2022   |
| Adar II     | após o pôr do sol de 3 de março de 2022 até ao pôr do sol de 1º de abril de 2022       |
| Nissan      | após o pôr do sol de 1º de abril de 2022 até ao pôr do sol de 1º de maio de 2022       |
| Iyyar       | após o pôr do sol de 1º de maio de 2022 até ao pôr do sol de 30 de maio de 2022        |
| Sivan       | após o pôr do sol de 30 de maio de 2022 até ao pôr do sol de 29 de junho de 2022       |
| Tammuz      | após o pôr do sol de 29 de junho de 2022 até ao pôr do sol de 28 de julho de 2022      |
| Av          | após o pôr do sol de 28 de julho de 2022 até ao pôr do sol de 27 de agosto de 2022     |
| Elul        | após o pôr do sol de 27 de agosto de 2022 até ao pôr do sol de 25 de setembro de 2022  |

## Dados sobre 5782
- Ano embolístico regular: 384 dias (Kesidrah)
- Cheshvan com 29 dias e Kislev com 30 dias
- Ciclo solar: 14º ano do 207º ciclo
- Ciclo lunar: 6º ano do 305º ciclo
- Ciclo Shmita: Ano de Shmita

## Fatos históricos
- 1952º ano da destruição do Segundo Templo
- 74º ano do estabelecimento do Estado de Israel
- 55º ano da libertação de Jerusalém